# Jackman (album)
Jackman è il terzo album in studio del rapper statunitense Jack Harlow, pubblicato nel 2023.

## Tracce
1. Common Ground – 1:40
2. They Don't Love It – 1:53
3. Ambitious – 2:52
4. Is That Ight? – 1:58
5. Gang Gang Gang – 2:49
6. Denver – 2:38
7. No Enhancers – 1:39
8. It Can't Be – 2:19
9. Blame on Me – 4:01
10. Questions – 2:14

## Campionamenti
- Common Ground contiene estratti musicali di When Will I See You Again, canzone scritta da Joi Marshall, Tonya Kelly e Diyelle Reed, ed interpretata dagli Jade.
- They Don't Love It contiene estratti da Can't Live Without You, scritta da Timothy Wright e interpretata da Connie Laverne.
- Ambitious contiene estratti da Living My Life Just for You, scritta da Alice Sanderson, Keith Echols e Tony Miller, ed interpretata da 7th Wonder.
- Gang Gang Gang contiene estratti di Baby Lulu, brano scritto da Timothy Gane e Lætitia Sadier, e interpretato dagli Stereolab.
- Denver contiene estratti di Do You Know, canzone scritta e interpretata da Douglas Penn.
- It Can't Be contiene estratti di I Love You Dawn, scritta ed interpretata da Bill Withers.
- Blame on Me contiene estratti di Blame, scritta da Ryan Hawken ed interpretata da Gray Hawken.

## Classifiche
| Classifica (2023) | Posizione raggiunta |
| ----------------- | ------------------- |
| Stati Uniti       | 8                   |